# عنکبوت‌های شپش‌گیر
شپش‌گیران (نام علمی: Dysderidae) نام یک تیره از راسته عنکبوت است.